# كاتارزينا باولوسكا
كاتارزينا باولوسكا (بالبولندية: Katarzyna Pawłowska)‏ هي درّاجة بولندية. شاركت في دورة الألعاب الأولمبية الصيفية.

## الميداليات
| الميدالية | المسابقة                               |
| --------- | -------------------------------------- |
| ذهبية     | بطولة العالم للدراجات على المضمار 2012 |
| ذهبية     | بطولة العالم للدراجات على المضمار 2013 |
| فضية      | بطولة العالم للدراجات على المضمار 2014 |

## روابط خارجية
- كاتارزينا باولوسكا على موقع الاتحاد الدولي للدراجات (الإنجليزية)
- كاتارزينا باولوسكا على موقع أرشيف الدراجات (الإنجليزية)
- كاتارزينا باولوسكا على موقع إحصائيات الدراجات الإحترافية (الإنجليزية)
- كاتارزينا باولوسكا على موقع نسبة الدراجات (الإنجليزية)
- كاتارزينا باولوسكا على موقع CycleBase (الإنجليزية)
- كاتارزينا باولوسكا على موقع اللجنة الأولمبية الدولية (الإنجليزية)
- كاتارزينا باولوسكا على موقع أوليمبيديا (الإنجليزية)
- كاتارزينا باولوسكا على موقع اللجنة الأولمبية البولندية (مؤرشف) (البولندية)